# Quatro Últimas Canções
As Quatro Últimas Canções (em alemão:  Vier letzte Lieder) é um conjunto de obras para soprano e orquestra que estão entre as últimas peças de Richard Strauss, compostas em 1948, quando o compositor tinha 84 anos. A estreia ocorreu em Londres em 22 de maio de 1950, tendo por solista a soprano Kirsten Flagstad acompanhada da Philharmonia Orchestra, regida por Wilhelm Furtwängler. Strauss não viveu para ouvir sua obra apresentada. Poucos anos de sua morte, já havia se tornado um dos mais famosos ciclos de canções (lieder) do repertório lírico.

## Histórico
Strauss havia-se deparado com o poema Im Abendrot (No Crepúsculo) de Joseph von Eichendorff e sentira que o texto tinha um significado especial para si. Daí porque o transformou em música em maio de 1948. O compositor havia também recentemente recebido uma cópia da antologia de poemas de Hermann Hesse e usou três deles - Frühling (Primavera), September (Setembro), e Beim Schlafengehen (Indo Dormir) – em composições para soprano e orquestra. De acordo com o The Oxford Companion to Music, uma quinta canção restou inacabada com a morte de Strauss.
Não há indicação de que Strauss concebeu as quatro canções como uma obra unificada. Em dicionários de música publicados até 1954, as três canções sobre poemas de Hesse eram ainda listadas como um só grupo, separadamente da canção anterior baseada em Eichendorff. 
O título uno Quatro Últimas Canções (Vier Letzte Lieder) foi cunhado por seu amigo Ernst Roth, editor-chefe da editora de música Boosey & Hawkes. Foi Roth quem as categorizou com uma obra conjunta com o título Quatro Últimas Canções e as colocou na ordem que se tornaria a mais habitualmente apresentada: Frühling, September, Beim Schlafengehen e, por fim, Im Abendrot.

## Contexto poético e musical
As canções tratam da morte e foram escritas pouco antes de o próprio Strauss morrer. Contudo, ao invés da resistência típica do Romantismo, texto e música se combinam para conferir a essas Quatro Últimas Canções um forte senso de calma, aceitação e plenitude. Segundo o regente Christian Thielemann, "Im Abendrot", que evoca a morte em seu fim, é uma obra "muito esperançosa; não há nenhuma evidência de que eles estão prestes a morrer nesse momento. Acontece que eles estão em um lugar tão bonito e pacífico que perguntam um ao outro, 'Seria essa a forma como a morte é?' É claramente uma mensagem positiva".
A partitura é para uma solista soprano, cuja voz deve frequentemente flutuar sobre uma orquestra de peso, e todas as quatro canções têm significativos trechos para trompa, e em September e Beim Schlafengehen há notáveis passagens com solo de violino. A justaposição entre as belas linhas vocais e o suave acompanhamento dos metais pode ser entendida como referência à própria vida de Strauss: sua mulher, Pauline de Ahna, era uma famosa soprano, e seu pai Franz Strauss um tocador profissional de trompa.

## Gravações
As Quatro Últimas Canções ganharam grande destaque no cenário lírico, assim como na discografia. Boa parte das sopranos mais conhecidas as interpretaram, muitas delas deixando gravações. Dentre elas, estão: Elly Ameling, Arleen Auger, Barbara Bonney, Montserrat Caballé, Lisa Della Casa, Melanie Diener, Jane Eaglen, Renée Fleming, Christel Goltz, Heather Harper, Anja Harteros, Barbara Hendricks, Soile Isokoski, Gundula Janowitz, Dame Gwyneth Jones, Sena Jurinac, Dame Kiri Te Kanawa,  Hellen Kwon, Dame Felicity Lott, Charlotte Margiono, Éva Marton, Karita Mattila, Waltraud Meier, Ricarda Merbeth, Birgit Nilsson, Jessye Norman, Adrianne Pieczonka, Lucia Popp, Leontyne Price, Anneliese Rothenberger, Sylvia Sass, Anne Schwanewilms, Dame Elisabeth Schwarzkopf, Elisabeth Söderström, Eleanor Steber, Nina Stemme, Cheryl Studer, Anna Tomowa-Sintow, Deborah Voigt and Teresa Żylis-Gara. O último ensaio de Kirsten Flagstad para a estreia londrina foi gravado, embora imperfeitamente, em discos de acetato e foram lançados pela gravadora Testament em 2007.

## Letras

### 1. "Frühling"
("Primavera") (Autoria: Hermann Hesse)
| In dämmrigen Grüften träumte ich lang von deinen Bäumen und blauen Lüften, Von deinem Duft und Vogelsang. Nun liegst du erschlossen In Gleiß und Zier von Licht übergossen wie ein Wunder vor mir. Du kennst mich wieder, du lockst mich zart, es zittert durch all meine Glieder deine selige Gegenwart! | Em cavernas sombrias sonhei longamente com suas flores e céus azuis, com seus odores e cantos de pássaros. Agora você está revelada com todo o brilho e adorno, inundada de luzes como um milagre diante de mim. Você me reconhece novamente, você me atrai docemente, todos os meus membros tremem com sua bem-aventurada presença! |

Composta em 20 de julho de 1948

### 2. "September"
("Setembro") (Autoria: Hermann Hesse)
| Der Garten trauert, kühl sinkt in die Blumen der Regen. Der Sommer schauert still seinem Ende entgegen. Golden tropft Blatt um Blatt nieder vom hohen Akazienbaum. Sommer lächelt erstaunt und matt In den sterbenden Gartentraum. Lange noch bei den Rosen bleibt er stehn, sehnt sich nach Ruh. Langsam tut er die müdgeword'nen Augen zu. | O jardim está de luto. A chuva cai fria sobre as flores. O verão estremece em silêncio, aguardando o seu fim. Douradas, folha após folha caem do alto pé de acácia. O verão sorri, surpreso e lânguido, no sonho moribundo do jardim. Muito tempo ainda junto às rosas ele se detém, aspirando ao repouso. Lentamente ele fecha seus olhos cansados. |

Composta em 20 de setembro de 1948

### 3. "Beim Schlafengehen"
("Going to Sleep") (Texto: Hermann Hesse)
| Nun der Tag mich müd' gemacht, soll mein sehnliches Verlangen freundlich die gestirnte Nacht wie ein müdes Kind empfangen. Hände, laßt von allem Tun, Stirn, vergiß du alles Denken. Alle meine Sinne nun wollen sich in Schlummer senken. Und die Seele, unbewacht, will in freien Flügen schweben, um im Zauberkreis der Nacht tief und tausendfach zu leben. | Agora que o dia me cansou, serão meus fervorosos desejos acolhidos gentilmente pela noite estrelada como uma criança fatigada. Mãos, parem toda atividade. Fronte, esqueça todo pensamento. Todos os meus sentidos agora querem mergulhar no sono. E minha alma, sem amarras, deseja flutuar com as asas livres para, na esfera mágica da noite, viver uma vida profunda e múltipla. |

Composta em 4 de agosto de 1948

### 4. "Im Abendrot"
("Evening") (Texto: Joseph von Eichendorff)
| Wir sind durch Not und Freude gegangen Hand in Hand; vom Wandern ruhen wir nun überm stillen Land. Rings sich die Täler neigen, es dunkelt schon die Luft. Zwei Lerchen nur noch steigen nachträumend in den Duft. Tritt her und laß sie schwirren, bald ist es Schlafenszeit. Daß wir uns nicht verirren in dieser Einsamkeit. O weiter, stiller Friede! So tief im Abendrot. Wie sind wir wandermüde-- Ist dies etwa der Tod? | Através de dores e alegrias, nós caminhamos de mãos dadas; agora descansamos da nossa errância sobre uma terra silenciosa. Em torno de nós se inclinam os vales e já escurece o céu. Apenas duas cotovias alçam voo, sonhando no ar perfumado. Aproxime-se, e deixe-as voejar. Logo será hora de dormir. Venha, que não nos percamos nesta grande solidão. Ó paz imensa e tranquila tão profunda no crepúsculo! Como nós estamos cansados dessa jornada - Seria talvez isso já a morte? |

Composta em 6 de maio de 1948

## Instrumentação
As canções são escritas para flautim, 3 flautas (a 3.ª a dobrar o segundo piccolo), 2 oboés, corne inglês, 2 clarinetes em Si bemol e Sol, clarinete baixo, 2 fagotes, contrafagote, 4 trompas em Fá (e também Mi bemol e Ré), 3 trompetes em Dó, Mi bemol e Fá, 3 trombones, tuba, tímpano, harpa e cordas.